# Cornucopina bryonyae
Cornucopina bryonyae är en mossdjursart som beskrevs av William Roy Branch och Hayward 2005. Cornucopina bryonyae ingår i släktet Cornucopina och familjen Bugulidae. Inga underarter finns listade i Catalogue of Life.